# Śmieszek
Śmieszek – część miasta Żory, położona nad Rudą w rejonie ulicy 11 Listopada, na wschód od centrum Żor, w pobliżu jeziora Śmieszek. 